# Saint-Perreux
Saint-Perreux település Franciaországban, Morbihan megyében. Lakosainak száma 1049 fő (2022. január 1.). Saint-Perreux Saint-Vincent-sur-Oust, Bains-sur-Oust, Redon, Saint-Jean-la-Poterie, Allaire és Saint-Jacut-les-Pins községekkel határos.

## Népesség
A település népessége az elmúlt években az alábbi módon változott:
| Lakosok száma | 709  | 894  | 926  | 1120 | 1182 | 1185 | 1145 | 1074 | 1066 | 1049 |
|               | 1968 | 1982 | 1990 | 2006 | 2013 | 2015 | 2017 | 2019 | 2020 | 2022 |